# Liste der Naturdenkmäler in Solingen-Mitte
Die Liste der Naturdenkmäler in Solingen-Mitte enthält die Naturdenkmäler des Ortsteiles. Naturdenkmäler sind durch die Ordnungsbehördliche Verordnung zum Schutz von Naturdenkmälern für das Gebiet der Stadt Solingen vom 21.09.2007 geschützt.
Diese Liste ist Teil der Liste der Naturdenkmäler in Solingen.

## Liste der Naturdenkmäler
| Nr. | Baumart     | Adresse                               | Flur | Flurstück     | Umfang in 1 m Bodenhöhe | Bild | weitere Informationen |
| --- | ----------- | ------------------------------------- | ---- | ------------- | ----------------------- | ---- | --------------------- |
| 19  | Blutbuche   | Kronprinzenstraße 47, 49/Schöntal ⊙   | 5    | 68            | 4,40                    |      |                       |
| 24  | Blutbuche   | Elisenstraße 12 ⊙                     | 17   | 251           | 5,30                    |      |                       |
| 25  | Roßkastanie | Katternberger Straße 84 ⊙             | 22   | 182/183       | 4,00                    |      |                       |
| 28  | Blutbuche   | Kölner Straße 113 ⊙                   | 10   | 29            | 4,10                    |      |                       |
| 30  | Roßkastanie | Friedrichstraße 25 ⊙                  | 19   | 116           | 3,15                    |      |                       |
| 32  | Linde       | Am Neumarkt, hinter Haus Nr. 41, 43 ⊙ | 18   | 166           | 2,85                    |      |                       |
| 35  | Roßkastanie | Friedrichstr. 46 ⊙                    | 20   | 279           | 2,95                    |      |                       |
| 35  | Roßkastanie | Friedrichstr. 46 ⊙                    | 20   | 279           | 2,70                    |      |                       |
| 35  | Roßkastanie | Friedrichstr. 46 ⊙                    | 20   | 279           | 2,80                    |      |                       |
| 36  | Roßkastanie | Friedrichstr. 50/Melbeckstraße 1 ⊙    | 20   | 101           | 3,50                    |      |                       |
| 44  | Farnbuche   | Kölner Straße 1 ⊙                     | 17   | 30            | 3,00                    |      |                       |
| 44  | Blutbuche   | Kölner Straße 1 ⊙                     | 17   | 30            | 3,00                    |      |                       |
| 44  | Blutbuche   | Kölner Straße 1 ⊙                     | 17   | 30            | 2,65                    |      |                       |
| 44  | Blutbuche   | Kölner Straße 1 ⊙                     | 17   | 30            | 3,55                    |      |                       |
| 45  | Platane     | Bahnhofsstraße ⊙                      | 17   | 276, 277, 278 | 4,00                    |      |                       |
| 91  | Bergahorn   | Schwertstraße 55 ⊙                    | 13   | 39            | 3,10                    |      |                       |
| 91  | Blutbuche   | Schwertstraße 55 ⊙                    | 13   | 39            | 3,25                    |      |                       |